# Pasqual Ortoneda

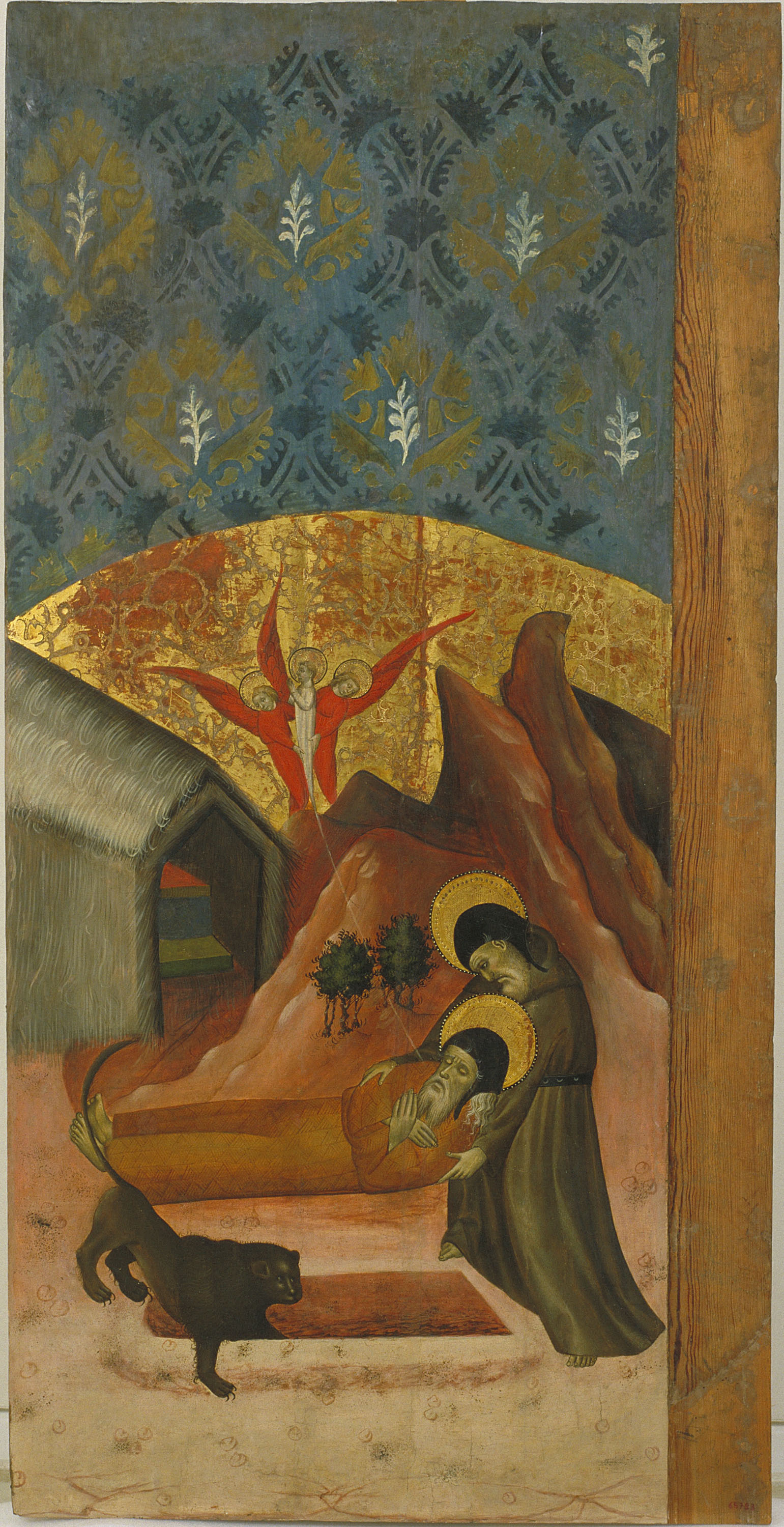
Obra de l'autor, Sant Antoni Abat. Museu Nacional d'Art de Catalunya.

Pasqual Ortoneda o Pasqual de Ortoneda (actiu cap a 1423- 1443) va ser un pintor aragonés, germà del pintor Mateu Ortoneda i pare del també pintor Bernat Ortoneda. Sembla que va pintar un retaule per a l'església de la localitat d'Apiés (actualment un barri de la ciutat d'Osca) i també un altre retaule de Sant Miquel per als frares menors d'Osca.
El 1443 va pintar un retaule de la Casa de la Ciutat de Saragossa esculpit per Pere Johan.